# Monte San Giorgio
Monte San Giorgio (Szent György-hegy) Svájc Ticino kantonjában, a Luganói-tó déli partján emelkedő, 1096 méter magasságú hegy. Egyedi jellegzetessége a híres, triász időszaki őslénytani feltárás. A lelőhely régóta ismert, 2003-tól az UNESCO világörökségi helyszíneinek egyike. A 15. században a környék híressége, Manfred von Riva (†1450. január 28.) remete élt itt.

## Földrajza
A Monte San Giorgio Lugano városától délre 11 kilométerre, Milánótól észak-északnyugatra 52 kilométerre, a Luganói-tóba délről benyúló hegyorom. Északnyugattól északon át keletig a tó veszi körül. Kelet-délkeleti irányban a völgyben Riva San Vitale, délen Meride települések határolják. A szomszédos nyugati ormon húzódik az olasz-svájci határ.
Nemcsak Svájc, de az egész Svájci Alpok legdélebbi nyúlványa, innen dél felé a táj hamarosan beolvad a Pó síkságába. A hegy még majdnem teljes egészében erdővel borított, kivéve a korábbi kőbányák területeit. Ritka növények is találhatók itt. Éghajlata átmenet az alpesi és a mediterrán között, szubmediterrán. A nyarak igen melegek, csapadék záporok formájában hullik, a tél enyhe, fagy ritkán fordul elő.
Mivel a tó vízszintje 271 méteres tengerszint feletti magasságon van, a hegy relatív magassága 825 méter, átlagos terepszintemelkedése 50° (45-55°). Az északi oldal sokkal meredekebb, mint a déli.
Korábban márványt és bitumenes rétegeiből olajpalát is bányásztak itt. A hegyre ma geológiai tanösvény vezet, amelyet nagyon sokan látogatnak.

## Recens élővilága
A dél-alpi savas talajokat kedvelő növények lakják. Jellemző a szelídgesztenye (Castanea sativa), a kocsánytalan tölgy (Quercus petraea), magas kőris (Fraxinus excelsior), közönséges gyertyán (Carpinus betulus), komlógyertyán (Ostrya carpinofolia). A szárazabb, vékonyabb talajrétegen bolyhos tölgy (Quercus pubescens) él. 25 hektár száraz rét borítja, ahol megél a törpe sás (Carex humilis) és a kékperje (Molinia arundinacea). A több mint 100 növényfajból 38 ritka, endemikus és védett, mint a csengettyűvirágok közé tartozó Adenophora litifolia, réti kardvirág (Gladiolus imbricatus), zöld dárdahere (Dorycnium herbaceum), fogtekercs (Danthonia alpina), a Boletus xantha cyaneus. A gombák között a pókhálósgombák (Cortinarius) gyakoriak.
Állatvilágából 109 gerinces ismert, ebből 27 emlős, 66 madár, 9 hüllő és 7 kétéltű. 37 veszélyeztetett és 21 védett faj van köztük. 58 puhatestű, 63 lepkefaj, bogarak, tücskök, szöcskék népesítik be. A barlangokban és patakokban sok a rák.

## Geológiája
A hegy északi oldalán a fekükőzetek nagyrészt riolitból és andezitből álló két vastag rétege bukik felszínre, amelyek a triászt megelőzően keletkeztek. A rétegek meredeken észak felé emelkednek. A terület változatos rétegsorokból áll, több mint egy kilométer vastag kőzetágyban váltják egymás a meszes és dolomitos, a vulkáni, a törmelékes üledékes (homokkő, konglomerátum, helyenként breccsa), a zátonymészkövek és a fontos ősmaradvány hordozó, a bitumenes pala.
250–210 millió évvel ezelőtt, a triász időszak közepén a terület 100 méter mély, szubtropikus tengermedence volt. Kis kiterjedésű, legfeljebb 6–10 kilométeres szélességű. Legtöbbször a Tethys-óceán lefűződött brakkja, de időnként élő kapcsolatba is került vele. Ezt az őslénytani anyag pelágikus (nyíltvízi) alakjai bizonyítják, amelyek szárazföldi úton nem kerülhettek a medencébe (ilyen például a Birgeria nevű sugarasúszójú hal). A Tethysszel való kapcsolat azonban geológiai adatokkal egyelőre nem igazolható, mert minden oldalról csak algapadok és parti képződmények ismertek, amelyek körülveszik ezt a területet.
Az anoxikus fenékvizekben a tengeraljzatot finomszemű iszap borította be, amelyben fennmaradtak az élőlények fosszíliái. Az anoxia valószínűleg a brakkjellegből adódott, és hozzájárult a jó megtartású őslénytani leletekhez. Az iszap a későbbiekben erős rétegterhelés hatására iszapkővé, helyenként homokkővé alakult (a kiinduló üledék szemcseméretétől függően). Több helyen palásodott (enyhe metamorfózison ment át), az oxigénmentes bomlás következtében bitumenes tartalommal. Az aljzat nagyon laza lehetett, vagy az üledék folytonosan mozgatott és bőséges utánpótlással rendelkező, mert az elpusztult állatokat hamar be kellett borítani ahhoz, hogy ne bomolhasson el. Az elbomlott tetemek csontjai nem maradtak volna ennyire egyben. A bomlást ezenkívül akadályozta, hogy az aerob rothasztó baktériumok az oxigénszegény, vagy éppen oxigénmentes vízben nem éltek meg. Az egész triász korú üledékes összletnek meridei homokkő formáció a neve.
A triász második felében az egész térség megsüllyedt, mélytengeri dolomitos, majd a jura időszakban vörös ammoniteszes mészkő keletkezett.

## Leletei
A finomszemcséjű üledék betakarta az elhullott állatokat, időnként növényi törmeléket, majd a szerves maradványokkal együtt kőzetté alakult. Az iszap szemcséinek apró mérete a lenyomatok „felbontóképességét” növeli: minél kisebb a befoglaló kőzet szemcsemérete, annál kisebb részletek vehetők ki a lenyomatokból. Rengeteg maradványnál a legapróbb csontok, pikkelyek, tüskék is fennmaradtak, vagy lenyomatban tanulmányozhatók.
Az ősmaradványos rétegek öt világosan elkülönülő szakaszban települtek, ezeknek neve Grentzbitumenzone, Cava Inferiore, Cava Superiore, Cassino Beds és Kalkscheiferzone Bed.
A terület első leleteit Antonio Stoppani találta 1863-ban, bár nem a hegyen, hanem a hegy lábánál elterülő olaszországi Besano falu határában. 1878-as újabb leletei és közleményei elsüllyedtek a kor tudományos irodalmában, és csak 1919-ben, Bernhard Peyer fedezte fel újra. Ekkor is csak azért kapott szélesebb körű publicitást, mert a triászból addig még nem ismert halgyíkféle került elő. Addig azonban éppen az ősmaradványos palát bitumentartalma miatt nagyüzemben bányászták, főleg a Cava Inferiore és Cava Superiore rétegeket. A Zürichi Egyetem gyűjteménye Peyer, majd Emil Kuhn-Schnyder idején (1956-ig) 4500 darabosra terebélyesedett. Azóta a hegy déli oldalán, Meride és Serpiano faluktól nem messze találták a legtöbbet. Több mint 10 000 lelet került elő, 80 halfaj, több száz gerinctelen faj, 30 tengeri és szárazföldi hüllő a mérleg.
- Cápafélék: legalább öt kagylóevő cápanem. Kiemelkedő jelentőségű, hogy e porcos halak váza rendkívül nehezen fosszilizálódik, ezért általában ritka a vázrendszer maradványa, legtöbbször csak fogai ismertek. Innen több teljes cápaváz került elő.
- Bojtosúszósok: viszonylag ritkák, de nagy jelentőségűek, mert igen jó állapotúak.
- Sugarasúszójú halak: több száz leletük rengeteg nemet és fajt ölel fel. Birgeria, Colobodus,  Ptycholepis, Bobasatrania, Peltopleurus, Archaeosemionotus
- Nothosauridák: e csoport leletei a leggyakoribbak közé tartoznak, és feltárják ennek a korábban viszonylag ismeretlen rokonsági körnek sok titkát. Leleteik annyira jó állapotúak, hogy az alig harminc centiméteres teljes testhosszúságú példányok csöves csontjainak vékonycsiszolatán a növekedési gyűrűket is megszámlálhatták, így például kiderült, hogy 3-4 éves korukban váltak ivaréretté és legfeljebb 6 évig éltek. Ceresiosaurus, Neusticosaurus, Pachypleurosaurus
- Ichthyosauriák: viszonylag ritkábbak, annak ellenére, hogy már a legelső leletek között is volt. Rendkívül fontos a Saurichthys, amelynek egyik példánya egy nőstény két embióval, ami elevenszülő jellegét bizonyítja. Mixosaurus, Cymbospondylus, Toretocnemus, Saurichthys
- Placodontiák: két nemük csak innen ismert. Cyamodus, Paraplacodus
- Archosauria: jelentős mennyiségben kerültek elő. Tanystropheus, Macrocnemus, Ticinosuchus
- Thalattosauria: három nem leletei. Askeptosaurus, Clarazia, Hescheleria

Az itt feltárt leletek nagy többsége a zürichi őslénytani múzeumban került kiállításra, de már magán a hegyen is van egy múzeum. Szinte minden egykor itt élt és fosszilizálódott lény e lelőhelynek köszönhetően ma a legjobban ismert fajok közé tartozik.

Panorámakép a Luganói-tóról, a tó két déli nyúlványa közti magaslat a Monte San Giorgio

## Galéria

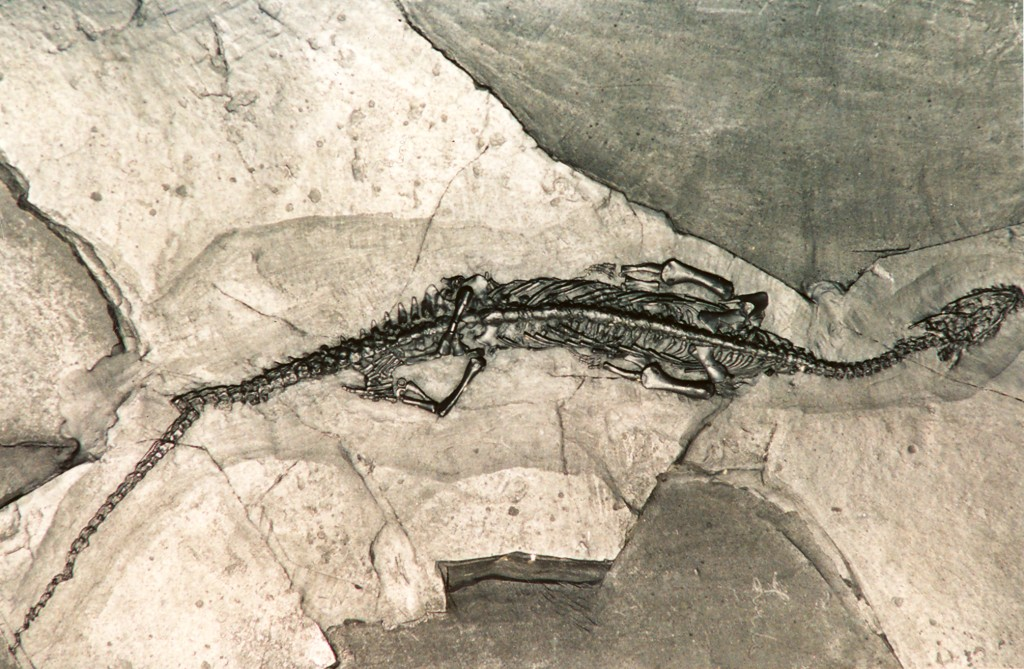
Egy 20 cm-es ősi hüllő, a Pachypleurosaurus fosszíliája.
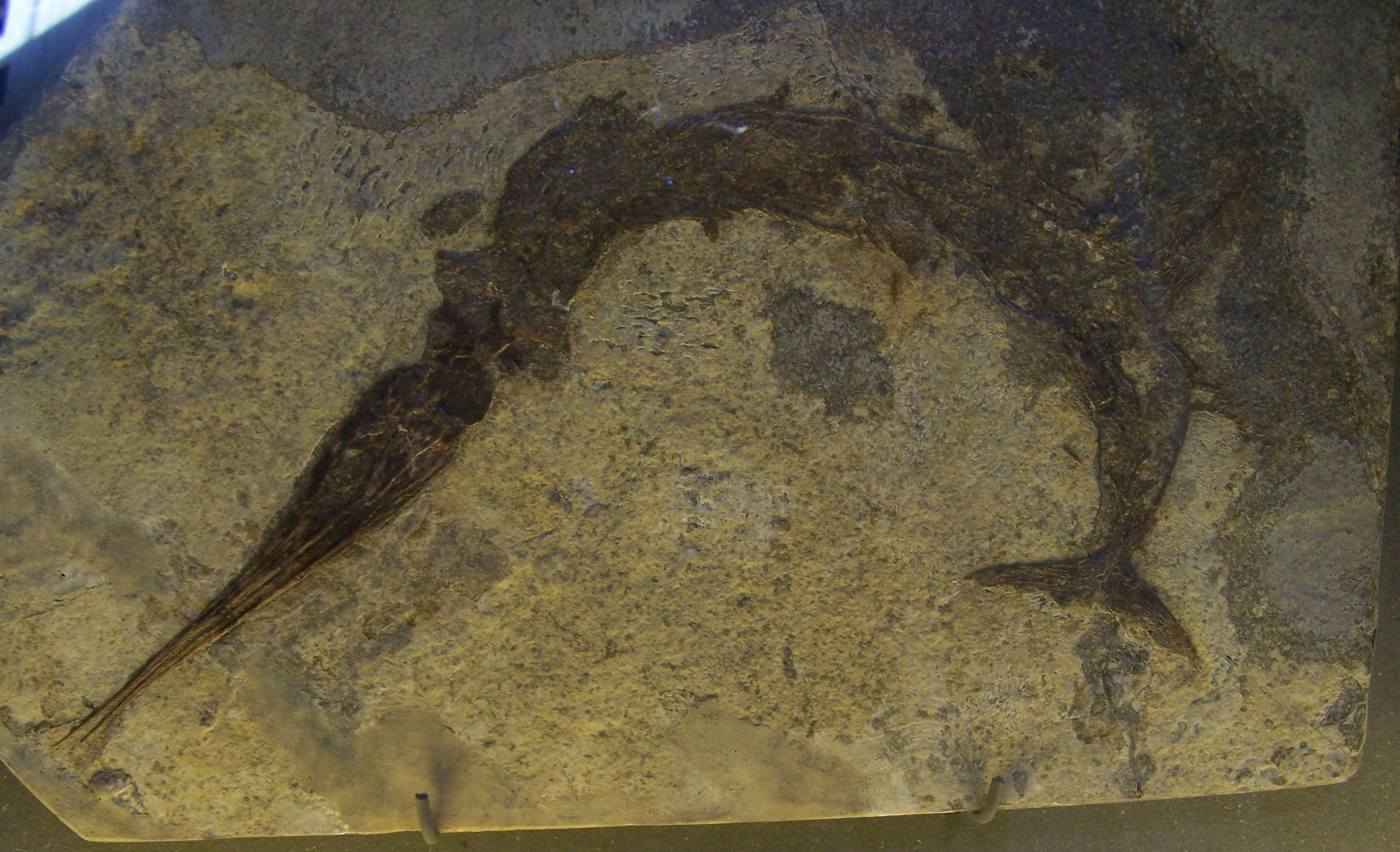
A Saurichthys curionii egyik lelete
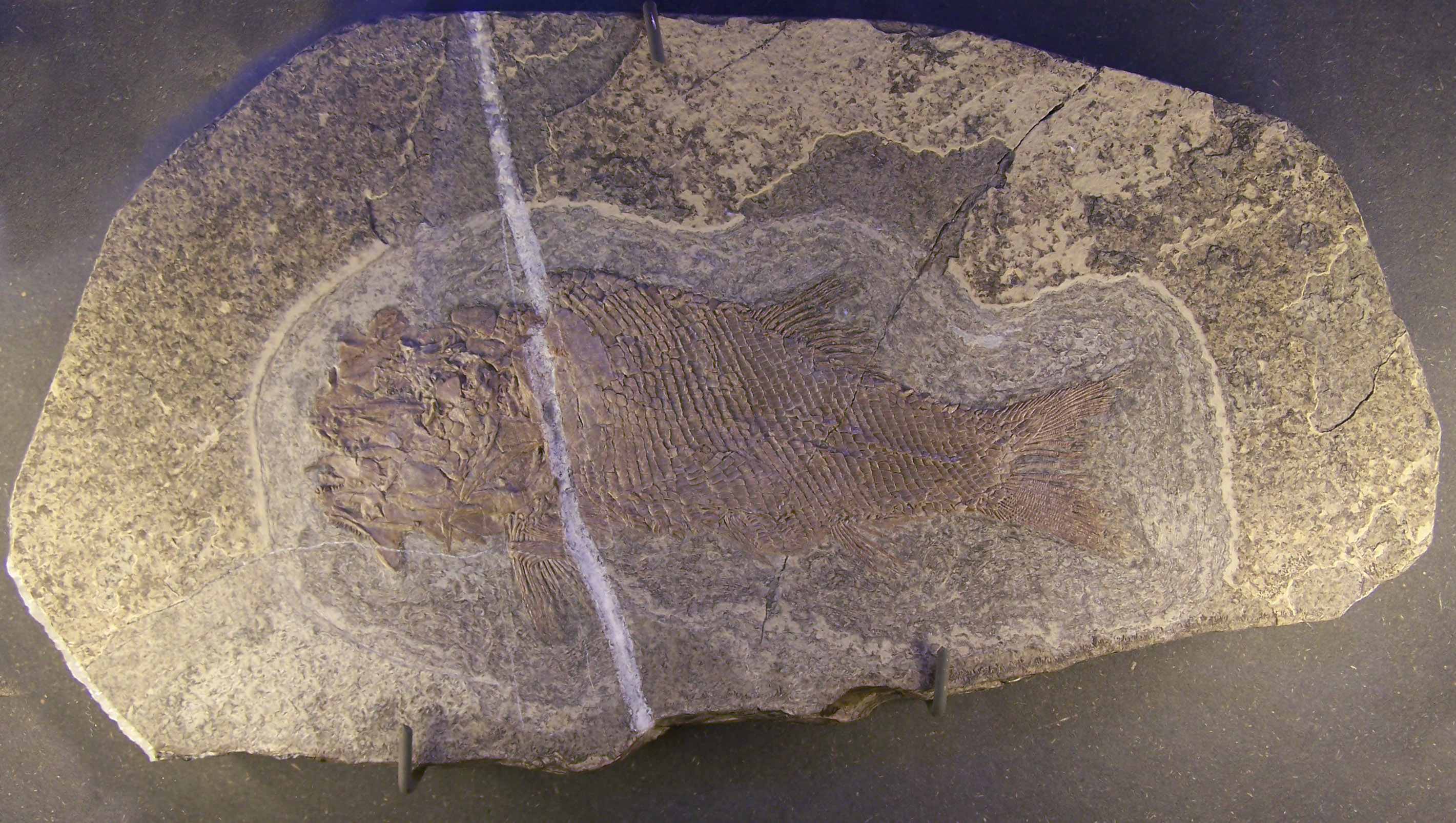
Archaeosemionotus
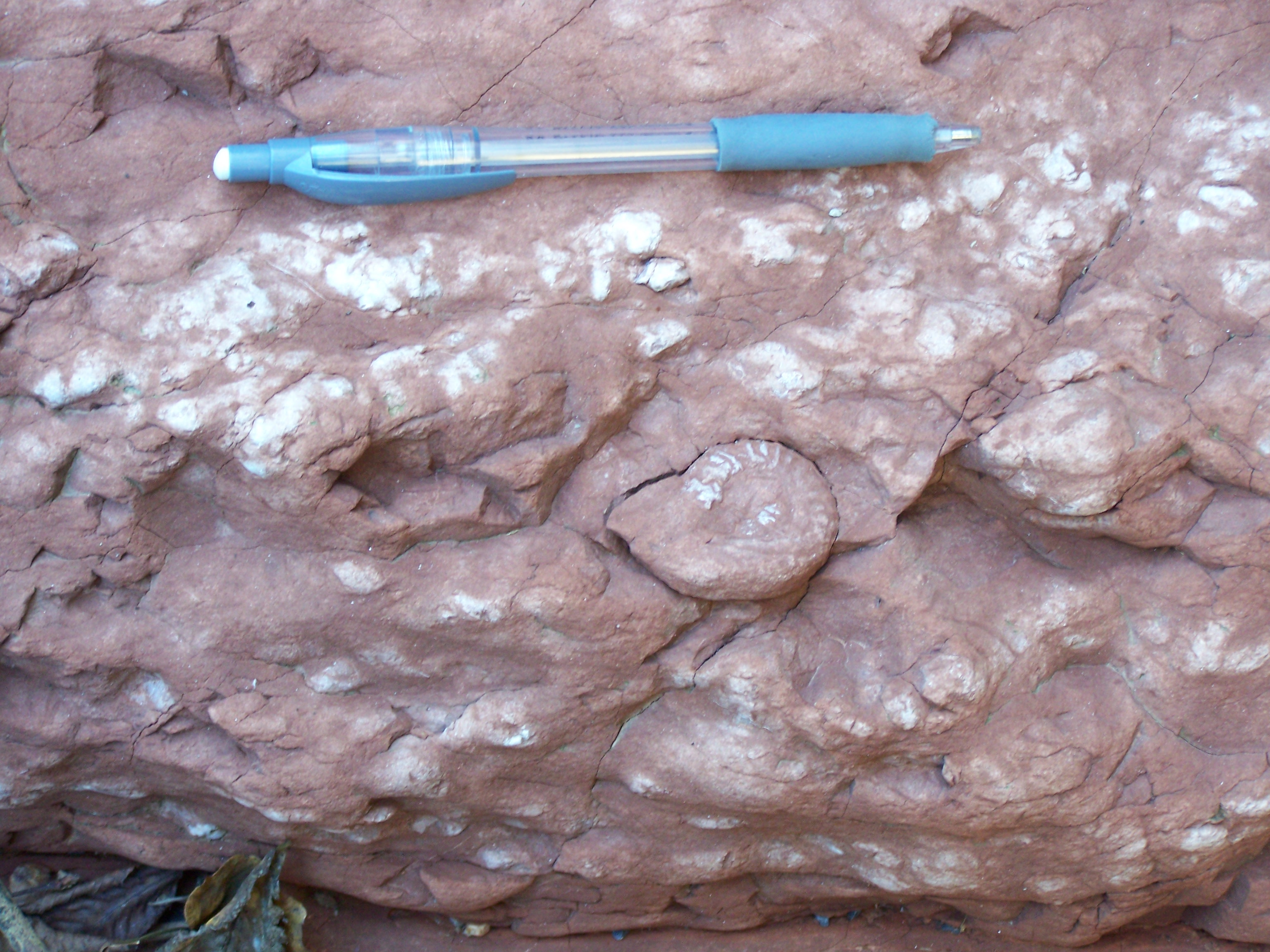
A fedőkőzet: jura időszaki (toarci) vörös, ammoniteszes mészkő